# Wilma Sundin
Wilma Sundin, född 24 september 2003 i Sundsvall, är en svensk ishockeyspelare som spelar för Modo. Sundin har även medverkat i svenska landslaget och gjorde sin debut år 2022.